# Igor Mitoraj
Igor Mitoraj, właściwie Jerzy Makina, następnie Jerzy Mitoraj (ur. 26 marca 1944 w Oederan (Niemcy), zm. 6 października 2014 w Paryżu) – polski rzeźbiarz, emigrant od 1968 tworzący poza granicami Polski, we Francji i Włoszech, znany z monumentalnych rzeźb w klasycystycznym stylu, przedstawiających uszkodzone ludzkie korpusy. Zdobył uznanie szczególnie w Europie zachodniej. 

## Młodość
Syn deportowanej na teren Rzeszy Niemieckiej polskiej robotnicy przymusowej, Zofii Makiny i francuskiego jeńca wojennego, oficera Legii Cudzoziemskiej, polskiego pochodzenia. Po zakończeniu wojny pojechał z matką do jej rodziców w Polsce. Dzieciństwo i młodość spędził w miejscowości Grojec pod Oświęcimiem. Kiedy matka wyszła za mąż za Czesława Mitoraja, syn jej przyjął nazwisko ojca przybranego. Po ukończeniu Liceum Plastycznego w Bielsku-Białej w 1963, przez rok pracował w Miejskim Handlu Detalicznym w Katowicach. Z tej pracy zrezygnował z niewiadomych przyczyn, po czym w październiku 1965 roku rozpoczął pracę w Zakładach Chemicznych "Oświęcim" w Oświęcimiu (ZChO) na stanowisku plastyka zakładowego. W 1966 roku wstąpił na Akademię Sztuk Pięknych w Krakowie, gdzie studiował malarstwo pod kierunkiem Tadeusza Kantora. Nie jest pewne czy zakończył studia w Krakowie, ponieważ koniunktura polityczna umożliwiła mu wyjazd do Paryża w 1968r. gdzie miał zamiar odnaleźć ojca, lecz do spotkania nie doszło.

## Początki kariery artystycznej
W czasie studiów w krakowskiej ASP miał swoją pierwszą indywidualną wystawę w krakowskich "Krzysztoforach", po czym wyjechał do Paryża, gdzie zmienił swe imię Jerzy na "Igor", i udało mu się kontynuować studia w École des Beaux Arts. W Paryżu zaczynał jako malarz i grafik. Fascynacja sztuką i kulturą Azteków, której doświadczył podczas rocznej podróży dookoła Meksyku wyzwoliła w nim zainteresowanie rzeźbiarstwem. Swoje prace wystawiał w galerii "La Hune" w Dzielnicy Łacińskiej Paryża, związanej z księgarnią o tej samej nazwie (1976).
Po otrzymaniu propozycji przygotowania wystawy dla galerii "ArtCurial" w Paryżu, wyjechał na rok do centrum artystycznych odlewni w brązie oraz kamieniarzy, zajmujących się obróbką marmuru w Pietrasanta we Włoszech. Tam zapoznał się z techniką, i powstały jego pierwsze prace w brązie oraz monumentalne rzeźby z białego marmuru z pobliskich kamieniołomów koło Carrary.

## Działalność
Mitoraj dzielił swój czas pomiędzy Paryżem i Pietrasantą, gdzie od 1983 miał swoją pracownię. Tematyka rzeźb jest ludzkie ciało w stanie kruchości. Artysta odwołuje się często do męskich postaci mitycznych n.p. Ikar, Tyndareus, Centaur, Eros, Mars, Gorgon i wskazuje na ich ułomność przez wyolbrzymienie, fragmentacje i umyślne spękania i uszkodzenia powierzchni posągów, lub powalenie ich na ziemię. Niekiedy pada pytanie wśród widzów czy tego rodzaju sztuka nie zalicza się do kiczu. 
Igor Mitoraj zmarł 6 października 2014  w Paryżu. Pochowany jest na cmentarzu w Pietrasanta.

## Odznaczenia
- W 2003 roku został uhonorowany tytułem doktora honoris causa przez krakowską Akademię Sztuk Pięknych, jako pierwszy odbiorca tego zaszczytu na tej uczelni[14].
- 5 października 2005, został uhonorowany przez ministra kultury Waldemara Dąbrowskiego Złotym Medalem „Zasłużony Kulturze Gloria Artis”[15].
- Postanowieniem z 24 kwietnia 2012 „za wybitne zasługi dla polskiej i światowej kultury, za osiągnięcia w pracy twórczej i artystycznej” Jerzy Mitoraj został odznaczony przez prezydenta Bronisława Komorowskiego Krzyżem Komandorskim Orderu Odrodzenia Polski[16]. Wręczenie odbyło się 3 maja 2012[17].
- 25 października 2023 na mocy uchwały Rady Gminy otrzymał pośmiertnie godność Honorowego Obywatela gminy Oświęcim[1], jako wyraz najwyższego szacunku i podziwu dla Jego talentu i działalności twórczej[18].

## Wybrane wystawy
- 1976: pierwsza indywidualna wystawa malarstwa i grafiki w Galerie La Hune w Paryżu
- 1977: indywidualna wystawa rzeźb i biżuterii z brązu w ArtCurial w Paryżu przy Av. Matignon
- 1986: zaproszenie na 42. Biennale w Wenecji
- 1989: wystawa w New York  Academy of Art
- 1999: wystawa w Museo Archeologico oraz w Ogrodach Boboli we Florencji
- 2001: wystawa w Muzeum Olimpijskim w Lozannie
- 2003: wystawa na placach miast Polski – Rzeźby i rysunki Igora Mitoraja: Poznań (16 października 2003 – 25 stycznia 2004)
- 2003: otwarcie przez Prezydenta Aleksandra Kwaśniewskiego wystawy 60 dzieł Mitoraja, w Międzynarodowym Centrum Kultury w Krakowie
- 2004: 56 klasycznych rzeźb Mitoraja, wykonanych z brązu, żeliwa, białego i czarnego marmuru oraz terakoty, 36 rysunków artysty z lat 1976–2001 oraz 14 rzeźb z brązu wystawionych na Rynku Głównym, Kraków (17 października 2003 – 25 stycznia 2004);  Warszawa (11 lutego – 25 kwietnia 2004)

## Rzeźby w plenerze
- Santa Cruz de Tenerife – „Per Adriane”
- Paryska dzielnica La Défense (wejście do Uniwersytetu) – Ikaria, Wielki Toskańczyk, Tyndareos
- Park Olimpijski w Lozannie – Corazza
- Piazza Monte Grappa w Rzymie – Bogini Rzymu
- Abuta na Hokkaido – Tsuki-no-hikari (Światło księżyca); repliki dzieła stoją też w Londynie (przed British Museum), w Scheveningen (na wydmach, w pobliżu muzeum Beelden aan Zeee) i w Poznaniu.
- Mediolan – Fontanny Centaura
- Bazylika Santa Maria degli Angeli e dei Martiri w Rzymie – wrota do świątyni
- Eros spętany (Eros Bendato) na Rynku Głównym w Krakowie oraz w St Louis Citygarden, USA.
- 1994: Centaur (Centauro) na placu w Muzeum Pompejów, Forum of Pompeii. Odlew z brązu

## Wybrane prace

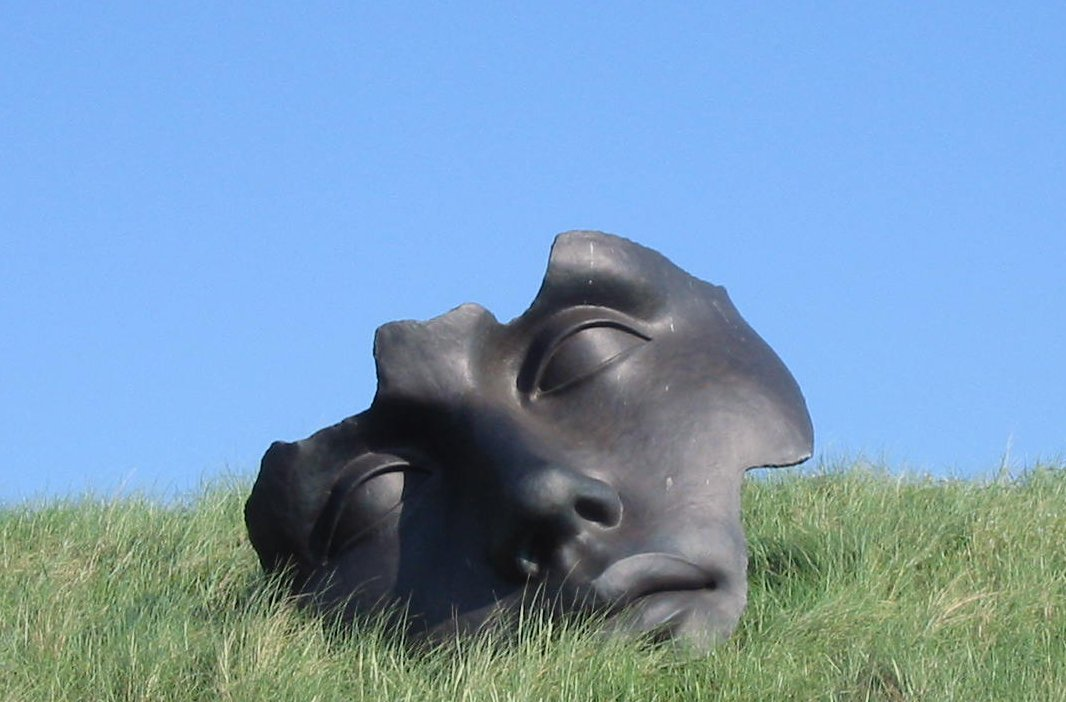
Luci di Nara on the Beeld boulevard, Scheveningen, Holandia
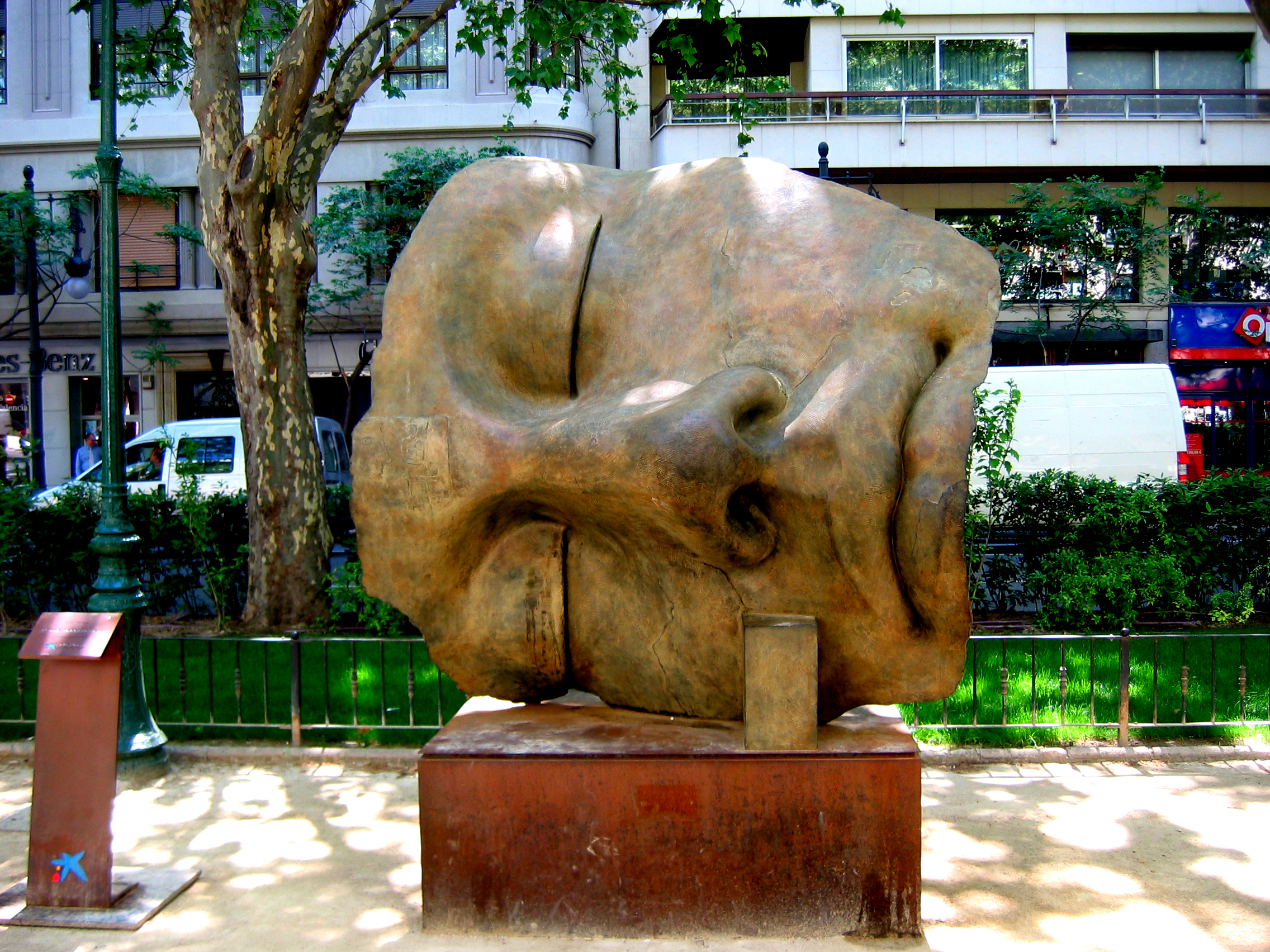
Walencja
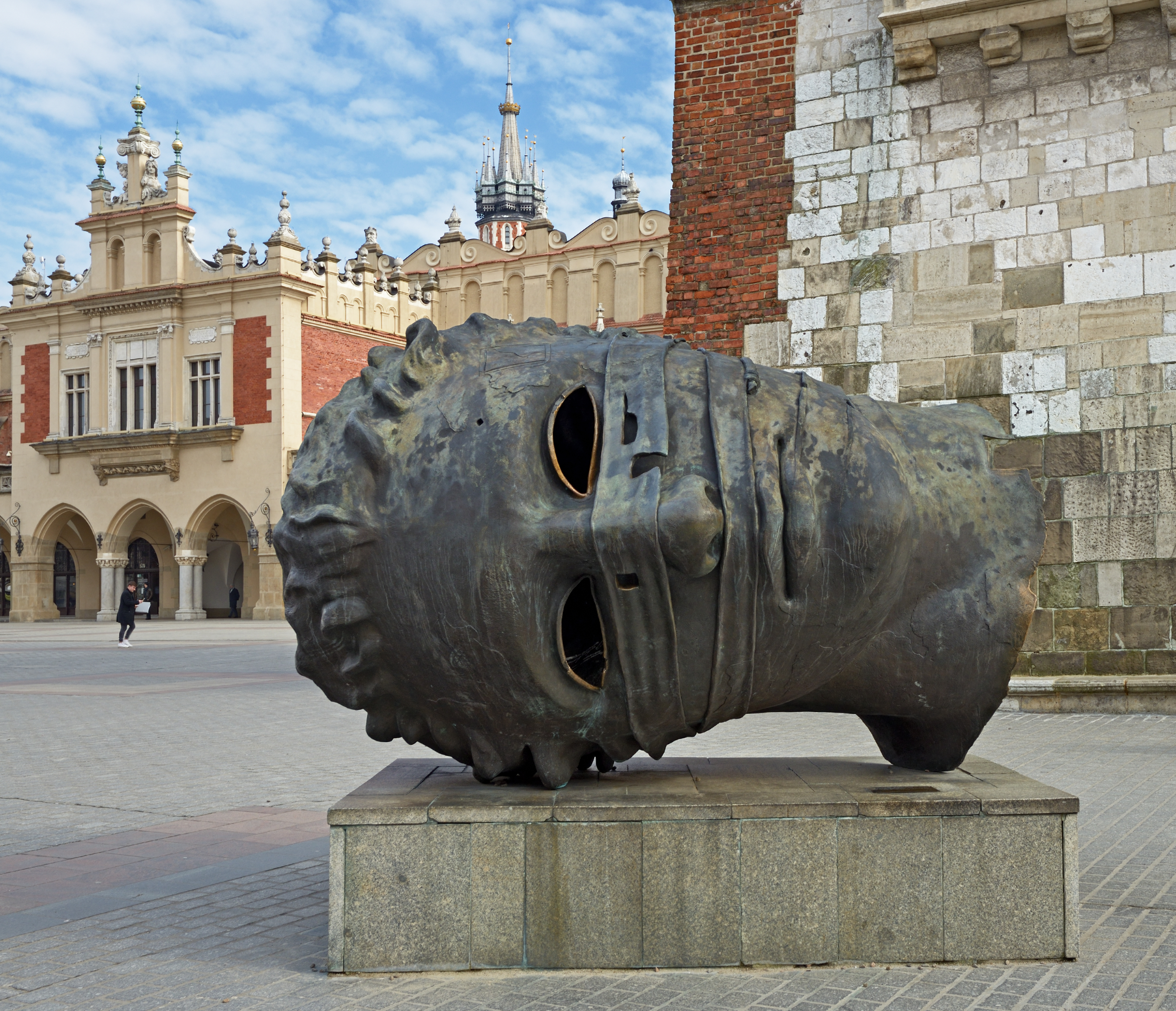
Eros spętany (Eros Bendato), brąz, 1999 wystawa w Krakowie w 2003
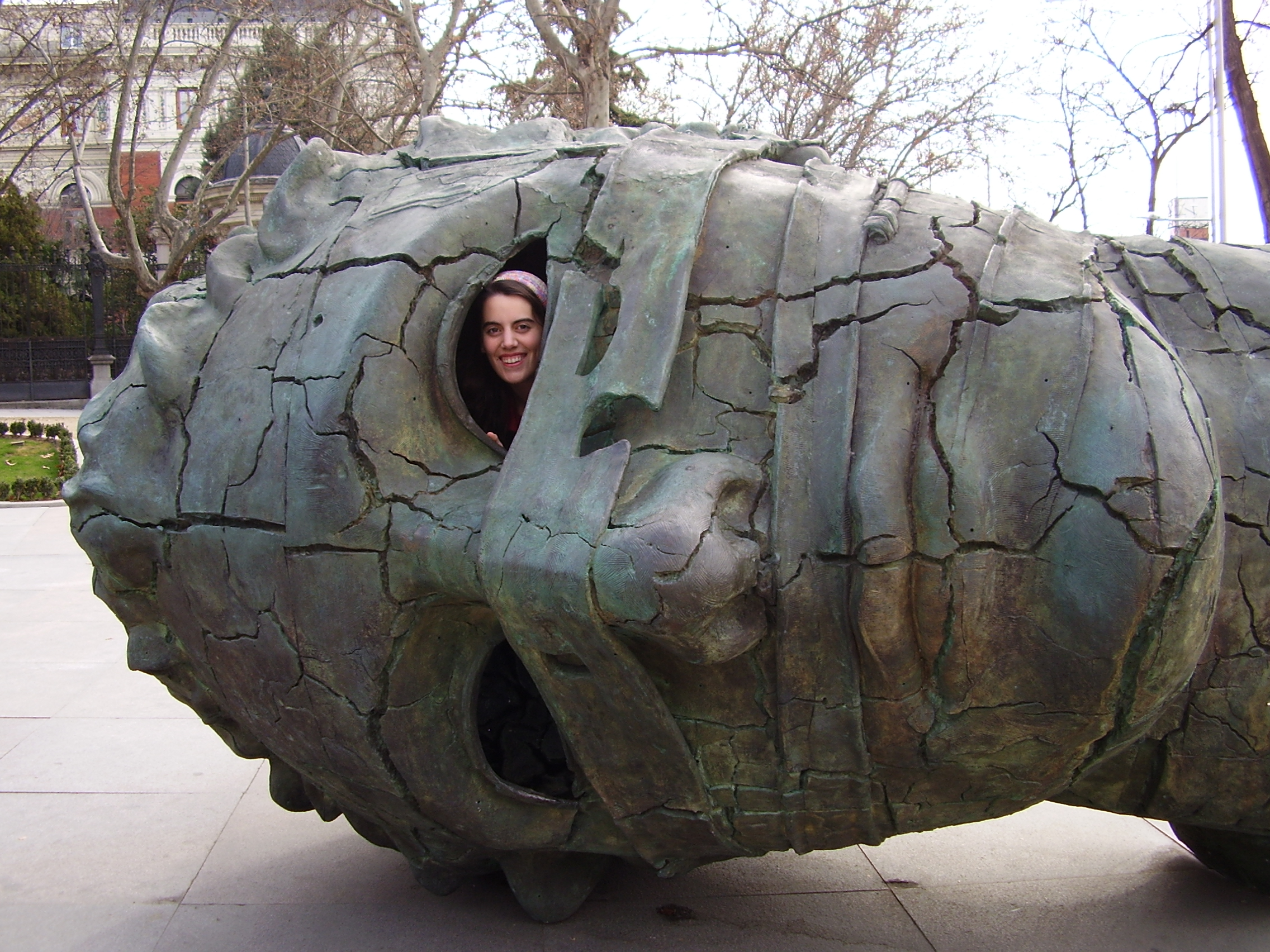
Madryt
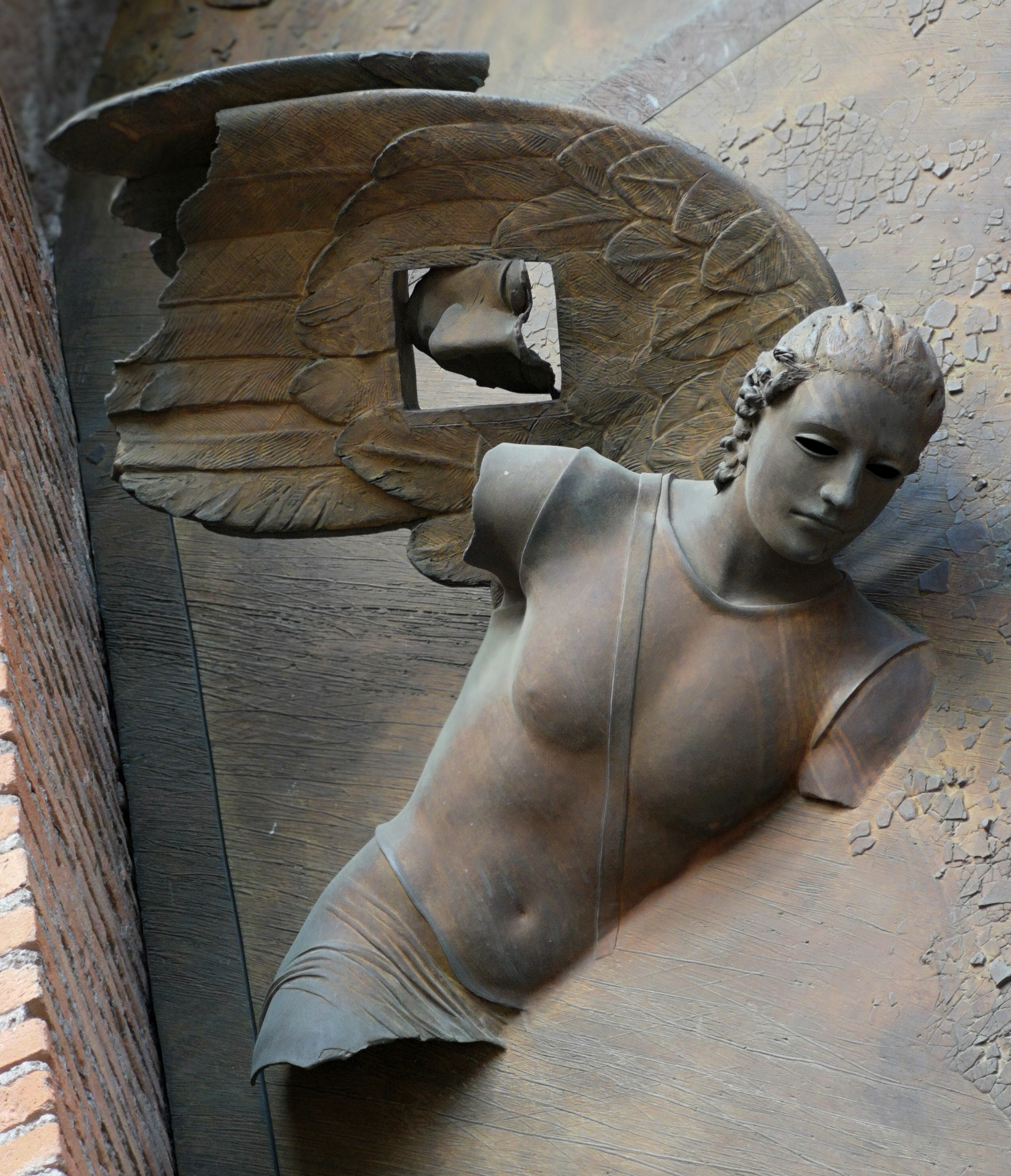
Bazylika Matki Bożej Anielskiej i Męczenników w Rzymie
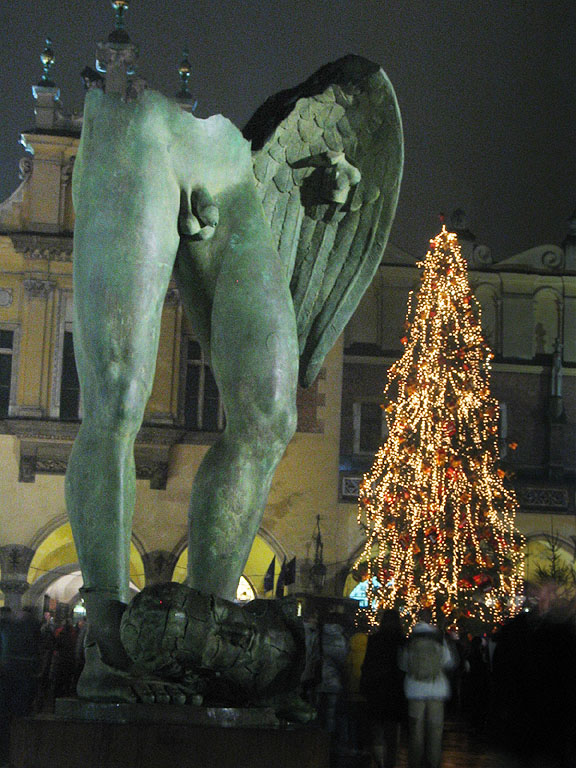
Gambe Alate, brąz, 2002, wystawa w Krakowie w 2003
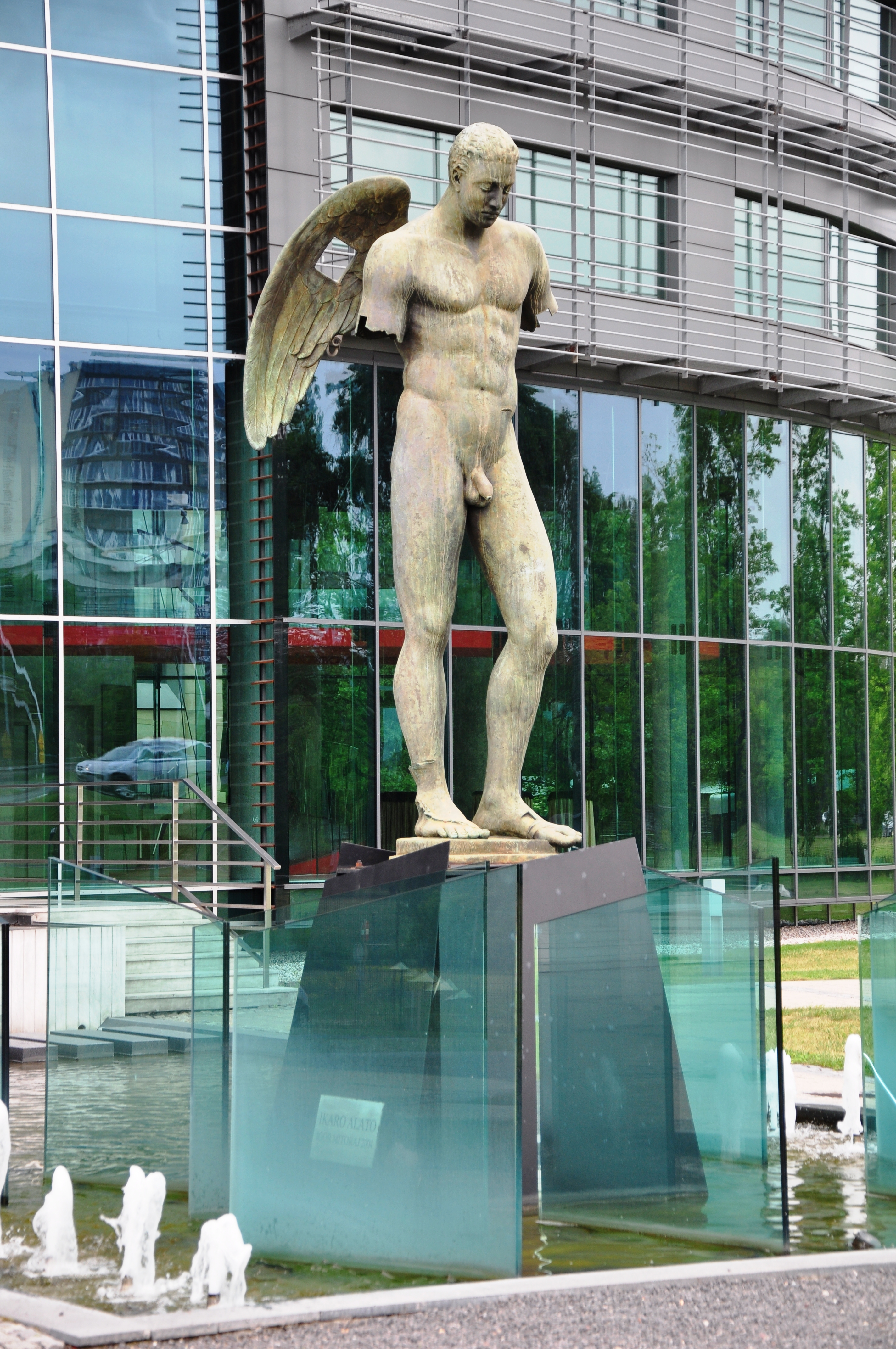
Ikaro Alato, Centrum Olimpijskie w Warszawie, 2004
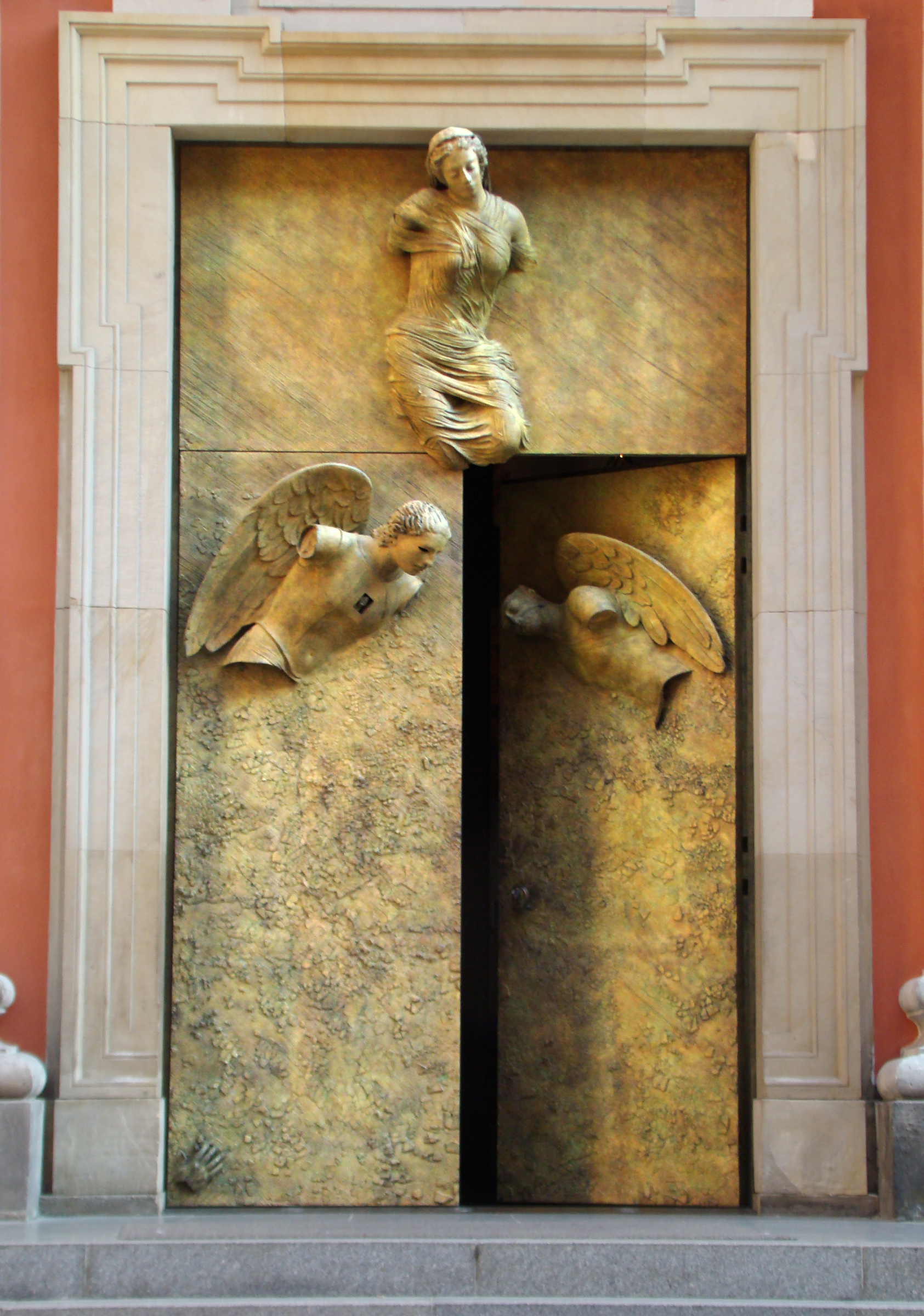
Drzwi kościoła OO. Jezuitów w Warszawie, ul. Świętojańska, 2009
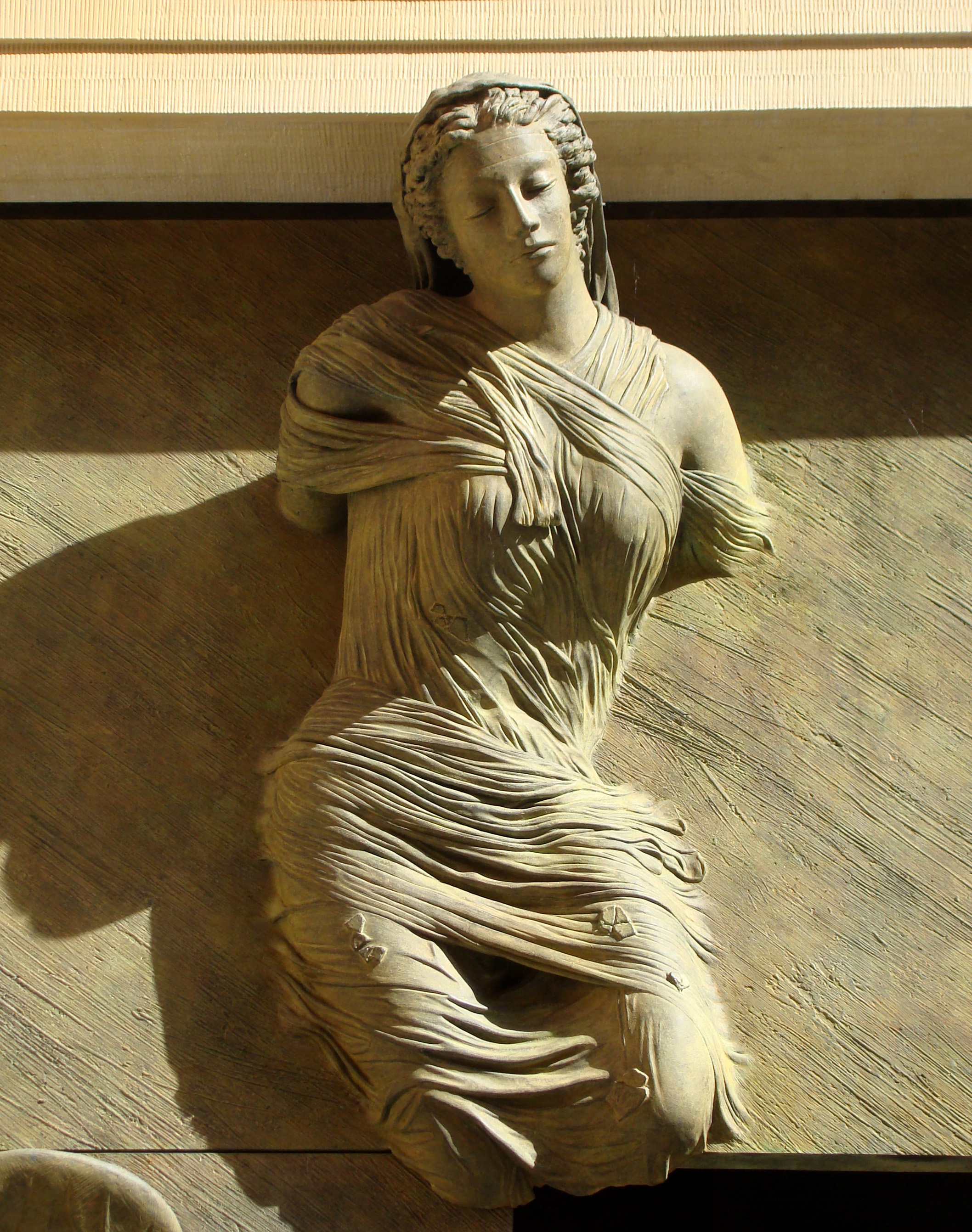
Drzwi kościoła OO. Jezuitów w Warszawie, ul. Świętojańska, 2009
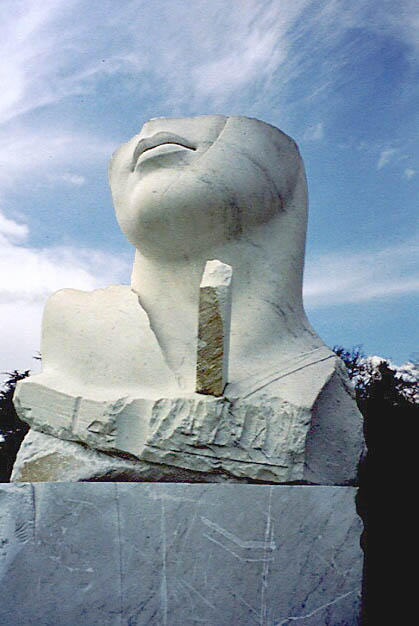
Héros de Lumière, Carrara marble (1986) at the Yorkshire Sculpture Park
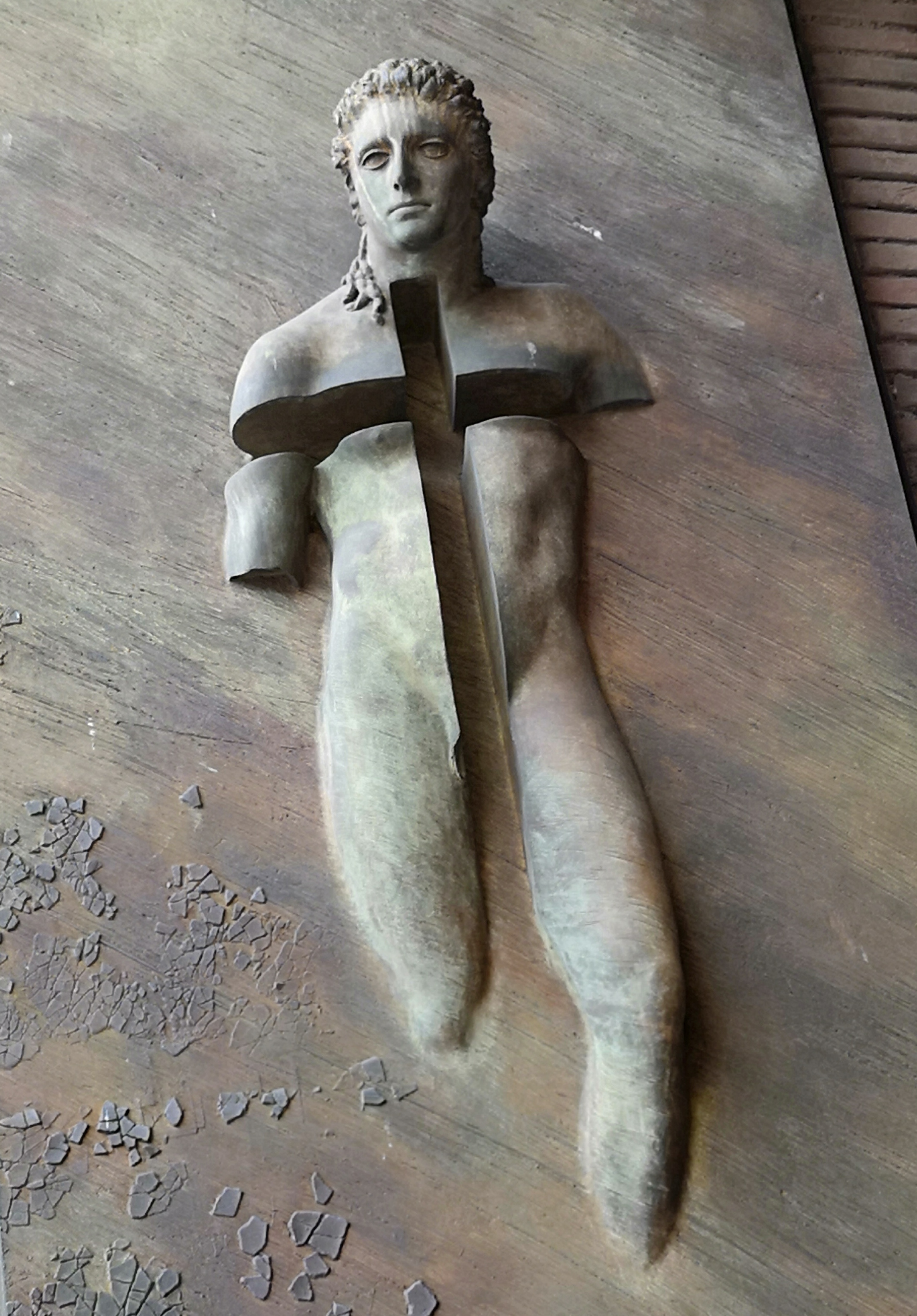
Rzeźba Chrystusa na drzwiach bazyliki Matki Bożej Anielskiej i Męczenników w Rzymie